# Corpus Documentale Latinum Gallaeciae
El Corpus Documentale Latinum Gallaeciae (CODOLGA) és un corpus lingüístic dels textos llatins de l'antiga Galícia.
Juntament amb TMILG (Tesouro Medieval Informatizado da Lingua Gallega) és una de les dues eines més valuoses per a la consulta de la documentació gallega medieval. Si TMLG s'ocupa de la documentació en llengua romànica gallega, el CODOLGA proporciona accés a un ampli corpus de documentació medieval amb llengua llatina relacionat amb Galícia, que abasta des del segle VI al XV, i que s'ha desenvolupat a partir de la recopilació de textos dels monestirs de San Xulián de Samos, Santa Maria de Sobrat dels Monjos, Santa Maria de Oseira, San Salvador de Celanova, Couto o San Martín de Jubia, San Salvador de Lourenzá, San Lourenzo de Carboeiro, San Xoán de Caaveiro, San Paio de Antealtares, San Martiño Pinario i de les catedrals de Santiago de Compostel·la, Mondoñedo, Lugo, Ourense i Tui.
Nascut el 1994, i obert i posat a disposició dels investigadors del llatí i de la història i la cultura medieval a partir de 2004, el CODOLGA va ser desenvolupat pel Centro Ramón Piñeiro para a Investigación en Humanidades (CIRP) sota la direcció de José Eduardo López Pereira, en col·laboració amb la Universitat de Santiago de Compostel·la, i es troba encara en fase experimental. El projecte es materialitza finalment en una base de dades (GALADOC) contínuament actualitzada amb documents que reflecteixen el seu contingut. Permet efectuar cerques per tipus de document, data i lloc; també es poden utilitzar estratègies de cerca. Per accedir al corpus cal registrar-se prèviament. Aquest recurs proporciona grans posibilitats metodològiques.